# 曲内戈
戈的一种，出现在商周时期，戈头结构没有明显分开「援」和「内」，也没有「阑」，由於戈头易於从戈柄脱落，在商朝以后就被淘汰了。